# Lluita Anarquista (Síria)
|  | Aquest article tracta sobre la unitat militar anarquista siriana. Si cerqueu el moviment anarquista en general, vegeu «Lluita anarquista». |

Lluita Anarquista (kurd: Tekoşîna Anarşîst, abreviat TA) és una unitat militar auxiliar anarquista composta principalment de voluntaris internacionals i implicada en el Conflicte de Rojava en el context de la Guerra Civil siriana. Va ser fundada el 2017 i més tard integrada a la Brigada Internacional d'Alliberament.
És la quarta unitat anarquista coneguda de les Forces Democràtiques Sirianes.

## Història
Tot i que l'activitat de Tekoşîna Anarşîst va començar l'agost del 2017, format per voluntaris internacionals que havien participat en la presa d'Ar-Raqqà («capital» de l'Estat Islàmic a Síria), la unitat no va anunciar públicament la seva existència fins al 10 de gener del 2019, quan va fer una declaració oficial difosa immediatament per portals web com ara It's Going Down, Enough is Enough i Voices in Movement.

### Batalla d'Afrin
Al començament del 2018, en vista de la invasió del cantó d'Afrin per part de Turquia, es va crear la unitat de voluntaris internacionals Forces Antifeixistes a Afrin (abreviat AFFA, per les sigles en anglès), i els membres de Lluita Anarquista s'hi van ser adherir. El grup va participar en la Batalla d'Afrin el 2018 contra l'exèrcit turc i l'Exèrcit Sirià Lliure. En la batalla, dotzenes de voluntaris internacionals van perdre la vida mentre combatien. Un d'ells va ser Şevger Ara Makhno, nom de guerra d'un jove anarquista turc. La seva identitat no va ser revelada per tal d'emparar la seva família de possibles represàlies, atès que viuen a Turquia.

### Ofensiva a Deir ez-Zor
Després de la Batalla d'Afrin, el grup va anar a la ciutat d'Al-Baghuz Fawqani a dur a terme tasques d'assistència mèdica als lluitadors i mobilitzar al seu torn voluntaris que lluitessin contra l'últim baluard de l'Estat islàmic a Síria. El 18 de març de 2019, un mitjà de comunicació lligat a ISIS va anunciar en un canal de Telegram que la mort d'un "activista italià" en una emboscada durant la batalla de Baghuz era Lorenzo Orsetti, un anarquista de 33 anys de Florença. Lorenzo era membre de Lluita Anarquista, així que la seva mort va ser confirmada tant per la mateixa unitat anarquista com per les Unitats de Protecció Popular. La notícia va impactar l'opinió pública a Itàlia, diversos mitjans de comunicació i personalitats a Itàlia van classificar el jove anarquista com a "heroi", mentre que altres van destacar per criticar la "hipocresia italiana" en haver-hi voluntaris internacionals que ajuden els kurds i quan tornen a Itàlia són perseguits. El seu cos va ser repatriat dies més tard a Florença, la seva ciutat natal. Lorenzo va ser vindicat per nombroses organitzacions i mitjans de comunicació anarquistes i d'esquerres, com ara la Federació Anarquista Italiana.